# Bulbophyllum acuminatifolium
Bulbophyllum acuminatifolium é uma espécie de orquídea (família Orchidaceae) pertencente ao gênero Bulbophyllum. Foi descrita por Johannes Jacobus Smith.